# ليزا كوين (مغنية)
ليزا كوين (بالإنجليزية: Liza Quin)‏ هي مغنية أمريكية، ولدت في 25 أبريل 1982 في شيكاغو في الولايات المتحدة.

## وصلات خارجية
- الموقع الرسمي
- ليزا كوين على موقع IMDb (الإنجليزية)